# Olympische Jugend-Sommerspiele 2014/Teilnehmer (Schweiz)
| Gelbes Symbol für Goldmedaillen mit stilisierten Olympischen Ringen | Graues Symbol für Silbermedaillen mit stilisierten Olympischen Ringen | Braundes Symbol für Bronzemedaillen mit stilisierten Olympischen Ringen |
| ------------------------------------------------------------------- | --------------------------------------------------------------------- | ----------------------------------------------------------------------- |
| 3                                                                   | 1                                                                     | —                                                                       |

Die Schweizer Jugend-Olympiamannschaft bestand aus 19 Athleten (7 Knaben / 12 Mädchen) für die II. Olympischen Jugend-Sommerspiele vom 16. bis 28. August in Nanjing (Volksrepublik China).
Die Schweiz erzielte drei Gold- und eine Silbermedaille sowie weitere sieben Top-8-Platzierungen. Von den Goldmedaillen wurde eine im gemischten Team (Jil Teichmann mit dem Polen Jan Zieliński im Tennis-Doppel) errungen.

## Athleten nach Sportart

### Beachvolleyball
Dunja Gerson,
13. Februar 1996,
Kanton Bern

Esther Rohrer,
11. Mai 1996,
Kanton Obwalden

### Bogenschiessen
Florian Faber,
5. Oktober 1997,
Kanton Basel-Stadt

### Golf
Azelia Meichtry,
25. Januar 1997,
Kanton Wallis

### Leichtathletik
Tom Elmer,
1. April 1997,
Kanton Glarus

Salome Lang,
18. November 1997,
Kanton Basel-Stadt

Angelica Moser,
9. Oktober 1997,
Kanton Zürich

Michelle Müller,
9. Oktober 1997,
Kanton Basel-Landschaft

### Schiessen
Sarah Hornung,
18. April 1996,
Kanton Bern

### Schwimmen
Nils Liess,
24. August 1996,
Kanton Genf,
Lancy Natation

Lisa Mamié,
27. Oktober 1998,
Kanton Zürich

Luca Pfyffer,
11. Mai 1996,
Kanton Luzern

Svenja Stoffel,
26. Juli 1997,
Kanton Graubünden

### Tennis
Jil Teichmann,
15. Juli 1997,
Kanton Bern

### Tischtennis
Elia Schmid,
22. Mai 1996,
Kanton Bern

### Turnen
Gaia Nesurini,
4. Dezember 1999,
Kanton Tessin

Marco Pfyl,
5. November 1997,
Kanton Schwyz

### Wasserspringen
Vivian Barth,
15. Januar 1997,
Kanton Aargau

Guillaume Dutoit,
18. Januar 1996,
Kanton Waadt,
Lausanne Natation